# Paectes delineata
Paectes delineata är en fjärilsart som beskrevs av Achille Guenée 1852. Paectes delineata ingår i släktet Paectes och familjen nattflyn. Inga underarter finns listade i Catalogue of Life.